# Raise!
Albums de Earth, Wind & Fire
Faces
(1980) Powerlight
(1983)
Singles
1. Let's Groove
Sortie : septembre 1981
2. Wanna Be with You
Sortie : décembre 1981
3. I've Had Enough
Sortie : janvier 1982

Raise! est le onzième album studio du groupe américain Earth, Wind and Fire, sorti le 14 novembre 1981 chez ARC et Columbia Records.
Trois singles en sont extraits, dont Let's Groove qui rencontre un succès important et a été nommé aux Grammy Awards de 1982 dans la catégorie de la meilleure prestation vocale R&B par un duo ou un groupe. Le single Wanna Be with You remporte le prix l'année suivante, lors des Grammy Awards de 1983. L'album s'est notamment classé à la 5e place du classement Billboard 200 et la onzième place du Billboard Top Black Albums. Il est également certifié disque de platine aux États-Unis par la Recording Industry Association of America (RIAA).

## Enregistrement et contenu
Raise! est enregistré entre mai et septembre 1980 en Allemagne de l'Ouest, aux studios ARC à Hambourg et aux États-Unis aux studios George Massenburg et Sunset Sound à Los Angeles, en Californie,. Il est produit par Maurice White et marque le retour du guitariste Roland Bautista (en), qui avait joué pour la dernière fois sur l'album Last Days and Time (1972). C'est le dernier album du groupe sorti sur le label ARC conjointement avec Columbia et CBS Records.
La conception de l'album est réalisée par Roger Carpenter. La pochette de l'album, qui représente une figure féminine égyptienne, est dessinée par l'illustrateur japonais Shusei Nagaoka,.

## Liste des titres
| 1. | Let's Groove     | - Wayne Vaughn - Maurice White          | 5:37 |
| 2. | Lady Sun         | Bernard "Beloyd" Taylor                 | 3:39 |
| 3. | My Love          | - Vaughn - M. White                     | 4:35 |
| 4. | Evolution Orange | - David Foster - Nan O'Byrne - M. White | 4:37 |

| 5. | Kalimba Tree       | - M. White - Verdine White - Jerry Hey               | 0:25 |
| 6. | You Are a Winner   | Taylor                                               | 4:09 |
| 7. | I've Had Enough    | - Philip Bailey - Greg Phillinganes - Brenda Russell | 4:36 |
| 8. | Wanna Be with You  | - Vaughn - M. White                                  | 4:36 |
| 9. | The Changing Times | - Taylor - Vaughn - M. White                         | 5:54 |

## Crédits

### Musiciens
- Maurice White – chant, chœurs, kalimba, batterie
- Philip Bailey – chant, chœurs, percussion
- Ms. Pluto – additional background vocals
- Michael Boddicker – vocodeur, synthétiseur, claviers
- Verdine White – guitare basse, chœurs additionnels
- Selene Burford, Larry Corbett, Paula Hochhalter, Jerome Kessler, Frederick Seykora, Mary Louise Zeyen – violoncelle
- Assa Drori, James Getzoff – premier violon
- Ralph Johnson – batterie, percussion, chœurs additionnels
- Fred White  – batterie, percussion
- Roland Bautista, Johnny Graham, Marlo Henderson – guitare
- Beloyd Taylor – guitare, chœurs additionnels
- Larry Dunn – claviers, piano, synthétiseur, programmation du synthétiseur
- Greg Phillinganes, David Foster, Billy Meyers, Wayne Vaughn – claviers
- Paulinho Da Costa – percussion
- Don Myrick – saxophone alto, saxophone ténor
- Tom Saviano – additional saxophone
- Andrew Woolfolk – tenor saxophone
- Bill Reichenbach, Charles Loper, Dick Hyde, George Bohanon, Lew McCreary, Louis Satterfield – trombone
- Chuck Findley, Gary Grant, Jerry Hey, Larry G. Hall, Michael Harri, Oscar Brashear, Rahmlee Michael Davis – trompette
- Alan DeVeritch, Pamela Goldsmith, Allan Harshman, Virginia Majewski, Gareth Nuttycombe – alto
- Arnold Belnick, Denyse Buffum, Thomas Buffum, Henry Ferber, Ronald Folsom, Irving Geller, Endre Granat, Reginald Hill, William Hymanson, Myra Kestenbaum, William Kurasch, Betty LaMagna, Brian Leonard, Norman Leonard, Marvin Limonick, Jerome Reisler, Nathan Ross, Sheldon Sanov, Anton Sen, Arkady Shindelman, Haim Shtrum, Mari Tsumura-Botnick, John Wittenbert – violon

### Production
- Philip Bailey – coproducteur (7)
- Roger Carpenter – direction artistique, conception
- Larry Dunn – assistant de production
- David Foster – arrangements des cordes (4)
- Ken Fowler – ingénieur du son (pistes de base)
- Mick Guzauski – ingénieur du son (surimpressions de cuivres et de cordes), mixage
- Jerry Hey – arrangements de cuivres (2, 4, 6, 8–9)
- Stephen McManus – assistant ingénieur (pistes de base)
- Billy Meyers – arrangements des cuivres et des cordes (1, 3, 7)
- Shusei Nagaoka – illustration
- Ron Pendragon – ingénieur du son (pistes de base)
- Tom Perry – ingénieur du son (surimpressions vocales), mixage
- Maurice White – producteur
- Verdine White – assistant de production

Crédits adaptés du livret de l'album.

## Classements et certifications
| Classement (1981–82)                    | Meilleure position |
| --------------------------------------- | ------------------ |
| Allemagne de l'Ouest (Media Control)    | 30                 |
| Canada (RPM 50 Albums)                  | 25                 |
| États-Unis (Billboard 200)              | 5                  |
| États-Unis (Top Black Albums)           | 1                  |
| Finlande (Suomen virallinen albumlista) | 5                  |
| Japon (Oricon)                          | 7                  |
| Norvège (VG-lista)                      | 15                 |
| Nouvelle-Zélande (RIANZ)                | 19                 |
| Pays-Bas (Mega Album Top 100)           | 3                  |
| Royaume-Uni (UK Albums Chart)           | 11                 |
| Suède (Sverigetopplistan)               | 9                  |

| Classement (1981)        | Position |
| ------------------------ | -------- |
| Pays-Bas (Album Top 100) | 39       |

| Classement (1982)             | Position |
| ----------------------------- | -------- |
| États-Unis (Billboard 200)    | 67       |
| États-Unis (Top Black Albums) | 1        |
| Japon (Oricon)                | 29       |

### Certifications
| Région                                | Certification | Ventes/Streams |
| ------------------------------------- | ------------- | -------------- |
| Canada (Music Canada)                 | Or            | 50 000^        |
| États-Unis (RIAA)                     | Platine       | 1 000 000^     |
| Pays-Bas (NVPI)                       | Or            | 50 000^        |
| Royaume-Uni (BPI)                     | Or            | 100 000^       |
| Suisse (IFPI)                         | Or            | 25 000^        |
| ^Mise en rayon selon la certification |               |                |